# Dobrugia Meridionale
La Dobrugia Meridionale, detta anche Quadrilatero (in bulgaro Южна Добруджа?, Južna Dobrudža; Dobrogea de sud o Cadrilater in rumeno), è la parte meridionale della regione della Dobrugia. Oggi si trova in Bulgaria.
Ha una superficie di 7.565 km² ed una popolazione di 358.000 abitanti.
Nel 1913 al termine della Guerra dei Balcani, il territorio che era principalmente abitato da Tartari e Turchi diviene rumeno. Esso venne abitato massicciamente dagli aromuni che erano sparsi per la Penisola Balcanica e da rumeni fino al 1940 quando, con il Trattato di Craiova ritorna sotto amministrazione bulgara. Con questo trattato le popolazioni rumene della Dobrugia meridionale dovettero tornare in quella settentrionale dove risiedono ancora oggi.